# Estación de La Borne Blanche
La estación de La Borne Blanche es una estación ferroviaria francesa situada en la comuna de Orry-la-Ville, en el departamento del Oise, en la región de Picardía. Por ella transitan únicamente los trenes de la línea D de la Red Exprés Regional más conocida como RER donde se configura como parte del ramal D1. 

## Historia
Cuando se creó el tramo Saint-Denis - Creil, por la Compañía de Ferrocarriles del Norte como parte de la línea París - Lille esta estación no existía. Los vecinos de Orry-la-Ville debían desplazarse hasta la estación de Orry-la-Ville - Coye, situada entre ambas comunas. Era así porque este tramo de la red se configuró como un eje rápido, de grandes líneas entre París y el norte de Francia. 
Todo cambió con la electrificación y el doble desdoblamiento de la línea que dotaba a la misma de cuatro vías. Se facilitaba así el tráfico de cercanías sin perturbar el de las grandes líneas. Con ello, en 1962 se abrió la estación de La Borne Blanche.
Desde 1990 está integrada en la línea D del RER.

## Descripción
La estación es en realidad un simple apeadero compuesto por un amplio andén central rodeado por cuatro vías. Únicamente dos tienen acceso a andén. Se accede al mismo a través de una pasarela que sobrevuela el conjunto. Dispone de dos pequeños refugios cubiertos, bancos, relojes y paneles informativos. Sin embargo carece de taquillas o de máquinas expendedoras de billetes. Tampoco es posible validar los títulos de transporte antes de acceder al tren algo, teóricamente, imprescindible según las normas del RER. 
Hacia el norte es la primera estación de la línea D situada fuera de la región parisina con lo cual sus tarifas no son aplicables.  